# At Vance

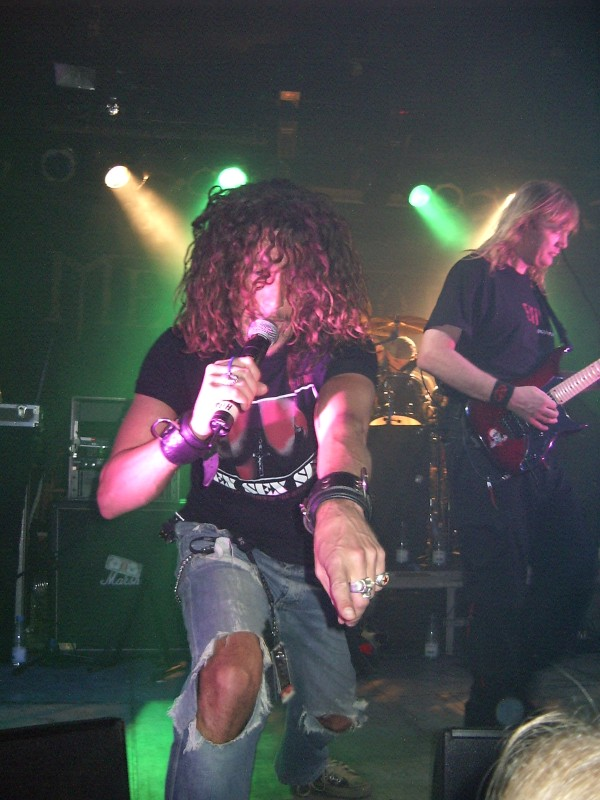
At Vance live (ohne Datum)

At Vance ist eine seit 1998 bestehende deutsche Power-Metal-Band.

## Geschichte
Gegründet wurde die Band 1998 von Sänger Oliver Hartmann (ex-Centers/Avantasia) und Gitarrist Olaf Lenk (ex-Velvet Viper, damals Olaf Eimer). 1998 erhielt sie einen Vertrag bei Shark Records. Zusammen mit Rainald König (Gitarre), Uli Müller (Keyboard), Jochen Schnur (Bass) und Jürgen Lucas (Schlagzeug) wurde 1999 das Debütalbum No Escape eingespielt und veröffentlicht. Neben den selbst komponierten Songs findet man auf dem Erstlingswerk eine Interpretation von Vivaldis Sommer und ein Cover des ABBA-Songs Money, Money, Money. Im Jahr 2000 führte die Band diese Linie mit dem zweiten Album Heart of Steel weiter. Es enthält mit SOS erneut einen ABBA-Hit, sowie ein klassisches Stück von Chopin (Etüde Nr. 4). Das Album wurde vor allem in Japan zum Überraschungshit und ermutigte At Vance dazu, noch im Jahr 2001 den Nachfolger Dragonchaser zu veröffentlichen. Im Folgejahr wechselte die Band das Label und ist fortan bei AFM Records unter Vertrag, verlor aber mit Uli Müller und Jochen Schnur zwei ihrer Musiker. Kurz darauf erschien das vierte Album Only Human, mit dem die Band, zusammen mit Rhapsody und Angel Dust, auf Europatour gingen. Nach der Tour wechselte Oliver Hartmann zur italienischen Band Empty Tremor, sein Platz wurde von Mats Levén (Ex-Yngwie Malmsteen) besetzt.
2003 nahmen At Vance das bis dato erfolgreichste Album The Evil in You auf. Es folgte eine Tour mit der US-Band Kamelot. 2004 verließen Rainald König und Sascha Feldmann die Band. Feldmann wurde durch John 'ABC' Smith (Ex-Scanner/Gallows Pole) ersetzt. Marc Cross (Ex-Helloween) wurde für das Schlagzeug verpflichtet. Nach der Tour 2005 mit Brainstorm und Mercenary kam es zu Meinungsverschiedenheiten, die dazu führten, dass sich Olaf Lenk von den restlichen Bandmitgliedern trennte. Trotz aller Querelen schafft das neue Album Chained den Sprung in die skandinavischen Charts. Im Juni 2007 erschien das siebte Album VII. Als neuer Sänger wurde Rick Altzi (Treasure Land) engagiert. Im August stellte Olaf Lenk zwei neue Bandmitglieder vor. Ab sofort verstärken Manuel Walther (Purple Haze) am Bass und Alex Landenburg (Annihilator, Philosophobia) am Schlagzeug die Band. Im Mai 2009 gab die Band auf ihrer MySpace-Seite bekannt, dass Manuel Walther die Band verlassen hat und 'Wolfman' Black, vorher bei der Deutschen Band Justice, der neue Bassist der Band ist.

## Diskografie

### Studioalben
- 1999 No Escape
- 2000 Heart of Steel
- 2001 Dragonchaser
- 2002 Only Human
- 2003 The Evil In You
- 2005 Chained (Schweden Platz 60 / 1 Woche)
- 2007 VII
- 2009 Ride The Sky
- 2012 Facing your Enemy

### Kompilationen
- 2001 Early Works – Centers
- 2004 The Best Of
- 2010 Decade